# Diamesa sommermani
Diamesa sommermani är en tvåvingeart som beskrevs av Hans Jacob Hansen 1976. Diamesa sommermani ingår i släktet Diamesa och familjen fjädermyggor.
Artens utbredningsområde är Alaska. Inga underarter finns listade i Catalogue of Life.